# 1506 Xosa
1506 Xosa је астероид главног астероидног појаса чија средња удаљеност од Сунца износи 2,573 астрономских јединица (АЈ).
Апсолутна магнитуда астероида је 11,7.